# Judith Jones-Morgan
Judith Jones-Morgan ist eine Juristin aus St. Vincent und die Grenadinen.
Jones-Morgan war ab dem 17. April 2001 unter der Regierung der Unity Labour Party Generalstaatsanwältin ihres Landes. In dieser Funktion gehörte sie dem House of Assembly an.